# Azincourt
|  | No s'ha de confondre amb Agincourt o Agencourt. |

Azincourt és un municipi francès situat al departament del Pas de Calais i a la regió dels Alts de França. L'any 2007 tenia 291 habitants. És famosa per la batalla que s'hi va lliurar a l'edat mitjana, la 
batalla d'Azincourt (1415) entre els exèrcits anglès i francès en el marc de la Guerra dels Cent Anys.

## Demografia

### Població
El 2007 la població de fet d'Azincourt era de 291 persones. Hi havia 102 famílies de les quals 20 eren unipersonals (20 dones vivint soles i 20 dones vivint soles), 41 parelles sense fills i 41 parelles amb fills.
La població ha evolucionat segons el següent gràfic:
Habitants censats

### Habitatges
El 2007 hi havia 123 habitatges, 103 eren l'habitatge principal de la família, 15 eren segones residències i 5 estaven desocupats. Tots els 123 habitatges eren cases. Dels 103 habitatges principals, 78 estaven ocupats pels seus propietaris, 21 estaven llogats i ocupats pels llogaters i 3 estaven cedits a títol gratuït; 3 tenien dues cambres, 15 en tenien tres, 30 en tenien quatre i 55 en tenien cinc o més. 90 habitatges disposaven pel capbaix d'una plaça de pàrquing. A 58 habitatges hi havia un automòbil i a 36 n'hi havia dos o més.

### Piràmide de població
La piràmide de població per edats i sexe el 2009 era:
| Homes | Edats   | Dones |
| ----- | ------- | ----- |
| 0     | 95 o +  | 0     |
| 0     | 90 a 94 | 0     |
| 0     | 85 a 89 | 4     |
| 0     | 80 a 84 | 8     |
| 0     | 75 a 79 | 0     |
| 8     | 70 a 74 | 4     |
| 8     | 65 a 69 | 8     |
| 8     | 60 a 64 | 4     |
| 0     | 55 a 59 | 4     |
| 12    | 50 a 54 | 8     |
| 4     | 45 a 49 | 16    |
| 16    | 40 a 44 | 0     |
| 16    | 35 a 39 | 12    |
| 4     | 30 a 34 | 8     |
| 16    | 25 a 29 | 8     |
| 8     | 20 a 24 | 16    |
| 20    | 15 a 19 | 0     |
| 20    | 10 a 14 | 16    |
| 4     | 5 a 9   | 4     |
| 4     | 0 a 4   | 8     |

## Economia
El 2007 la població en edat de treballar era de 183 persones, 128 eren actives i 55 eren inactives. De les 128 persones actives 118 estaven ocupades (69 homes i 49 dones) i 10 estaven aturades (3 homes i 7 dones). De les 55 persones inactives 16 estaven jubilades, 19 estaven estudiant i 20 estaven classificades com a «altres inactius».

### Ingressos
El 2009 a Azincourt hi havia 105 unitats fiscals que integraven 278 persones, la mediana anual d'ingressos fiscals per persona era de 16.489 €.

### Activitats econòmiques
Dels 12 establiments que hi havia el 2007, 1 era d'una empresa extractiva, 2 d'empreses de construcció, 2 d'empreses de comerç i reparació d'automòbils, 2 d'empreses de transport, 1 d'una empresa d'hostatgeria i restauració, 1 d'una empresa financera, 2 d'empreses immobiliàries i 1 d'una empresa de serveis.
Dels 4 establiments de servei als particulars que hi havia el 2009, 1 era un taller de reparació d'automòbils i de material agrícola, 1 paleta, 1 guixaire pintor i 1 restaurant.
L'any 2000 a Azincourt hi havia 13 explotacions agrícoles.

## Equipaments sanitaris i escolars
El 2009 hi havia una escola elemental integrada dins d'un grup escolar amb les comunes properes formant una escola dispersa.

## Poblacions més properes
El següent diagrama mostra les poblacions més properes.